# Оятський участок
Оятський участок (рос. Оятский участок) — присілок у Лодєйнопольському районі Ленінградської області Російської Федерації.
Населення становить 20 осіб. Належить до муніципального утворення Доможировське сільське поселення.

## Історія
Згідно із законом від 20 вересня 2004 року № 63-оз належить до муніципального утворення Доможировське сільське поселення.

## Населення
| 1997 | 2007 | 2010 | 2014 |
| ---- | ---- | ---- | ---- |
| 8    | ↗10  | ↗17  | ↗20  |